# Glauconycteris
Chauves-souris papillons
Genre
Glauconycteris est un genre de chauves-souris africaines de la famille des Vespertilionidae. Ces espèces sont présentes dans la partie subsaharienne du continent et sont parfois appelés chauves-souris papillons.  
Il s'agit en général de chauves-souris de petites et moyennes tailles, avec une longueur totale du corps comprise entre 35 et 68 mm, une longueur d'avant-bras entre 35 et 50 mm, et une queue entre 35 et 55 mm pour un poids allant jusqu'à 15 g.

## Liste des espèces
Selon GBIF (17 février 2023) :
- Glauconycteris alboguttata J.A.Allen, 1917
- Glauconycteris argentata (Dobson, 1875)
- Glauconycteris atra Dobson, 1875
- Glauconycteris atra Hassanin et al., 2018
- Glauconycteris beatrix Thomas, 1901
- Glauconycteris curryae Eger & Schlitter, 2001
- Glauconycteris egeria Thomas, 1913
- Glauconycteris gleni Peterson & Smith, 1973
- Glauconycteris humeralis J.A.Allen, 1917
- Glauconycteris kenyacola Peterson, 1982
- Glauconycteris machadoi Hayman, 1963
- Glauconycteris poensis (Gray, 1842)
- Glauconycteris poensts Dobson, 1875
- Glauconycteris spec (Dobson, 1875)
- Glauconycteris spec (Gray, 1842)
- Glauconycteris spec (Tomes, 1861)
- Glauconycteris superba Hayman, 1939[5]
- Glauconycteris variegata (Tomes, 1861)

## Systématique
Le nom valide complet (avec auteur) de ce taxon est Glauconycteris Dobson, 1875.
Glauconycteris a pour synonyme :
- Niumbaha Reeder, Helgen, Vodzak, Lunde & Ejotre, 2013